# 조슈아 클로스
조슈아 클로스(Joshua Close, 1981년 8월 31일 ~ )는 캐나다의 배우이다.

## 출연 작품

### 영화
- K-19 위도우메이커 (2001)
- 귀여운 좀비 이블린 (2002, Evelyn: The Cutest Evil Dead Girl) - 단편
- Twist (2003)
- 세상 끝의 집 (2004)
- 엑소시즘 오브 에밀리 로즈 (2005)
- 데드 바이러스 (2006)
- 다이어리 오브 데드 (2007)
- Full of It (2007)
- 지구가 멈추는 날 (2008)
- Isolation (2011)
- 크레이그리스트 킬러 (2011, The Craigslist Killer)
- 인 데어 스킨 (2012, In Their Skin)
- 마스터 (2012)
- 특권 (2013, The Privileged)
- 킬 더 메신저 (2014)
- 솔러스 (2015)
- Julianne (2016) - 단편
- Go North (2017)
- Anthem of a Teenage Prophet (2018)

### 텔레비전
- Life as We Know It (2004)
- 언유주얼스 (2009)
- 퍼시픽 (2010)
- 톰 쏜 (2010, Thorne) - 살아있는 인형 편
- 파고 (2014)